# Æmilia Scaura
Aemilia Scaura, née vers 100 av. J.-C. et morte en 82 av. J.-C., est la fille de Marcus Aemilius Scaurus, un patricien, et de sa seconde épouse Caecilia Metella Dalmatica.
À sa naissance, Scaurus avait environ 70 ans et, en tant que princeps senatus, le président du Sénat, était l'un des plus importants hommes politiques de Rome. Après la mort de son père, sa mère Caecilia Metella épousa Lucius Cornelius Sulla. Aemilia fut mariée à Manius Acilius Glabrio, et tomba enceinte.
Plutarque écrivit que lorsque Sulla fut nommé dictateur « il admirait Pompée pour ses hautes qualités et le jugeait d'une grande aide dans son administration des affaires, il tenait à se l'attacher par un mariage. Sa femme Metella partageait ses désirs et, ensemble, ils persuadèrent Pompée de divorcer d'Antistia et d'épouser Aemilia. ». Le mariage fut tragique : « la jeune femme mourut en couches dans la maison de Pompée. ». Plutarque a fait remarquer que « Ce mariage était donc caractéristique d'une tyrannie, et correspondait aux besoins de Sulla plutôt qu'à la nature et aux habitudes de Pompée... ».
La Via Aemilia Scauri est une voie romaine construite par Marcus Aemilius Scaurus.